# Eupithecia graefii
Eupithecia graefii là một loài bướm đêm trong họ Geometridae.